# Poker Masters 2023

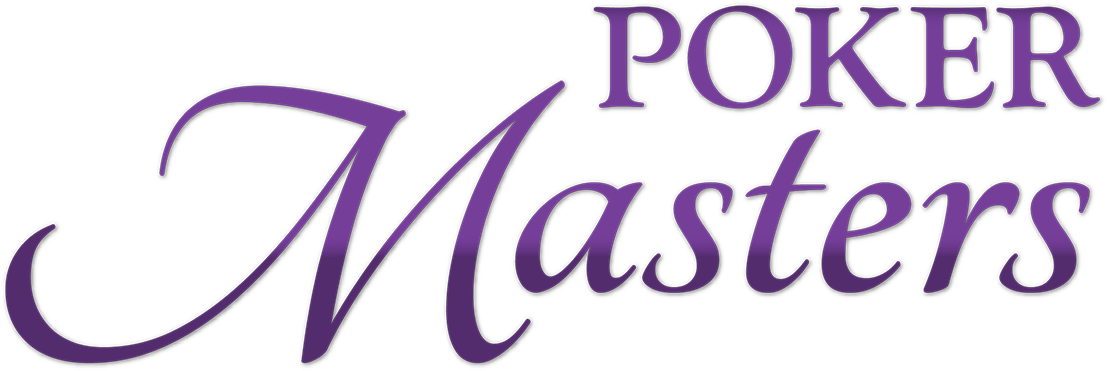
Logo der Poker Masters

Die Poker Masters 2023 waren die achte Austragung dieser Pokerturnierserie und wurden von Poker Central veranstaltet. Die zehn High-Roller-Turniere mit Buy-ins von mindestens 10.000 US-Dollar wurden vom 14. bis 26. September 2023 im PokerGO Studio im Aria Resort & Casino in Paradise am Las Vegas Strip ausgespielt.

## Struktur

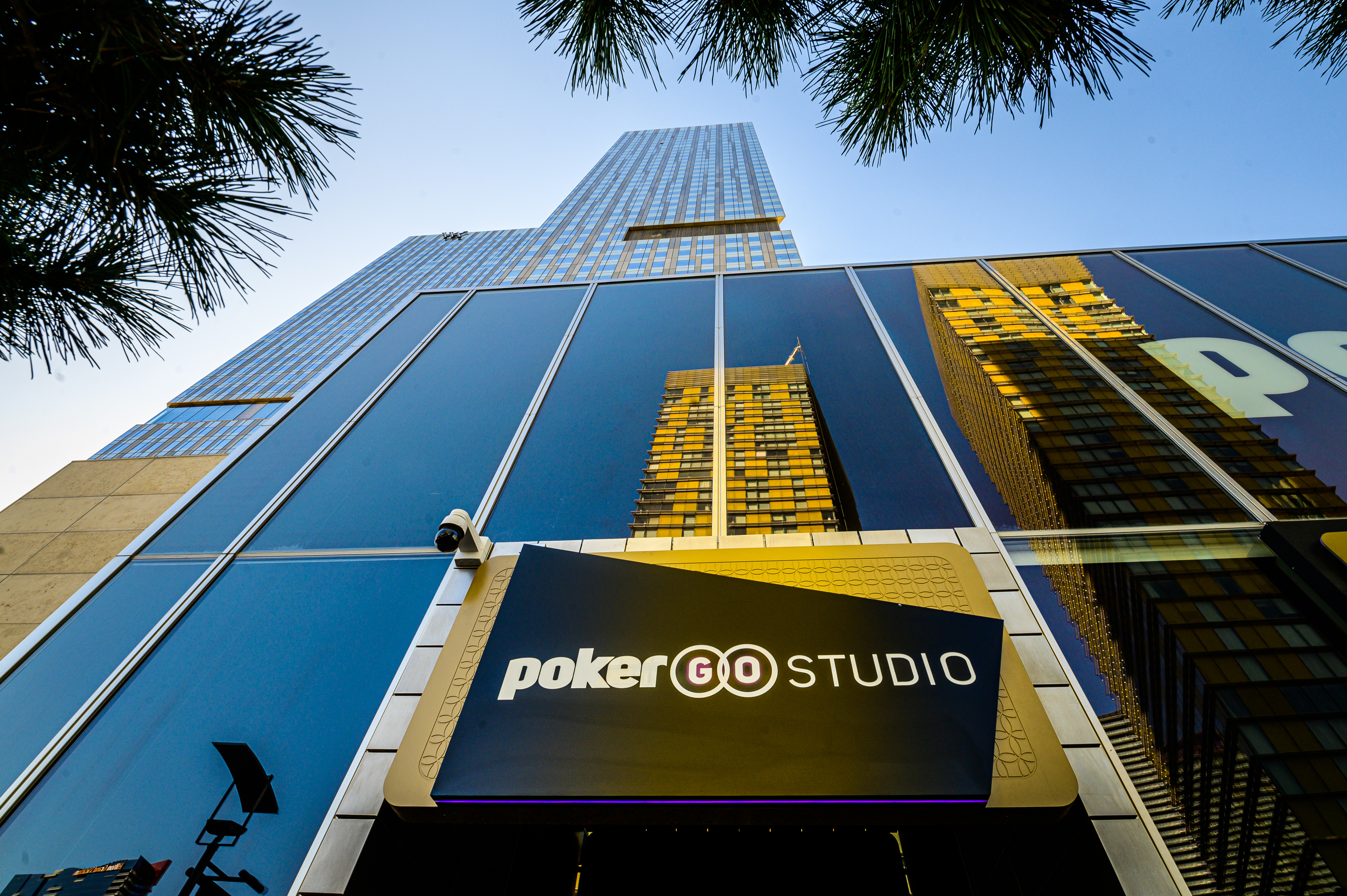
Das PokerGO Studio im Aria Resort & Casino (2019)

Alle zehn Turniere wurden in der Variante No Limit Hold’em ausgetragen. Aufgrund des hohen Buy-ins waren bei den Turnieren lediglich die weltbesten Pokerspieler sowie reiche Geschäftsmänner anzutreffen. Stephen Chidwick sammelte über alle Turniere hinweg die meisten Punkte und erhielt ein violettes Sakko, das sogenannte Poker Masters Purple Jacket™, sowie 50.000 US-Dollar. Die Turnierserie war Teil der PokerGO Tour, die über das Kalenderjahr 2023 läuft. Die meisten Finaltische dieser Tour, u. a. alle der Poker Masters, werden auf der Streaming-Plattform PokerGO gezeigt, auf der ein kostenpflichtiges Abonnement nötig ist. Darüber hinaus wurde von allen Finaltischen auch mindestens eine Stunde live und kostenlos auf dem YouTube-Kanal von PokerGO übertragen.

## Turniere

### Übersicht
| #  | Turnierbeginn | Buy-in (in $) | Teilnehmer | Sieger               | Herkunft               | Preisgeld (in $) |
| -- | ------------- | ------------- | ---------- | -------------------- | ---------------------- | ---------------- |
| 1  | 14. Sep. 2023 | 10.000        | 114        | Vladas Tamašauskas   | Litauen                | 239.400          |
| 2  | 15. Sep. 2023 | 10.000        | 097        | Darren Elias         | Vereinigte Staaten     | 223.100          |
| 3  | 16. Sep. 2023 | 10.000        | 087        | Vladas Tamašauskas   | Litauen                | 208.800          |
| 4  | 18. Sep. 2023 | 10.000        | 091        | David Rheem          | Vereinigte Staaten     | 218.400          |
| 5  | 19. Sep. 2023 | 10.000        | 085        | Andrew Lichtenberger | Vereinigte Staaten     | 204.000          |
| 6  | 20. Sep. 2023 | 10.000        | 095        | Örpen Kısacıkoğlu    | Turkei                 | 218.500          |
| 7  | 21. Sep. 2023 | 25.000        | 044        | Nick Schulman        | Vereinigte Staaten     | 374.000          |
| 8  | 22. Sep. 2023 | 25.000        | 050        | Stephen Chidwick     | Vereinigtes Konigreich | 400.000          |
| 9  | 23. Sep. 2023 | 25.000        | 037        | Justin Bonomo        | Vereinigte Staaten     | 333.000          |
| 10 | 25. Sep. 2023 | 50.000        | 042        | Jonathan Jaffe       | Vereinigte Staaten     | 756.000          |

### #1
Das erste Event wurde am 14. und 15. September 2023 gespielt. 114 Teilnehmer zahlten den Buy-in von 10.000 US-Dollar.
| Platz | Herkunft           | Spieler                | Preisgeld (in $) | Punkte |
| ----- | ------------------ | ---------------------- | ---------------- | ------ |
| 1     | Litauen            | Vladas Tamašauskas     | 239.400          | 239    |
| 2     | Vereinigte Staaten | Aram Zobian            | 171.000          | 171    |
| 3     | Vereinigte Staaten | Ren Lin                | 125.400          | 125    |
| 4     | Vereinigte Staaten | Filipp Khavin          | 102.600          | 103    |
| 5     | Vereinigte Staaten | Victoria Livschitz     | 079.800          | 080    |
| 6     | Vereinigte Staaten | Samuel Laskowitz       | 068.400          | 068    |
| 7     | Vereinigte Staaten | Scott Jacewicz-O’Kelly | 057.000          | 057    |
| 8     | Vereinigte Staaten | Jesse Lonis            | 045.600          | 046    |
| 9     | Vereinigte Staaten | Ben Yu                 | 045.600          | 046    |
| 10    | Kanada             | John Krpan             | 034.200          | 034    |
| 11    | Vereinigte Staaten | Dylan Linde            | 034.200          | 034    |
| 12    | Vereinigte Staaten | Byron Kaverman         | 034.200          | 034    |
| 13    | Vereinigte Staaten | Ping Liu               | 022.800          | 023    |
| 14    | Vereinigte Staaten | Matt Bond              | 022.800          | 023    |
| 15    | Vereinigte Staaten | Ryan Riess             | 022.800          | 023    |
| 16    | Vereinigte Staaten | Bin Weng               | 017.100          | 017    |
| 17    | Vereinigte Staaten | Anthony Zinno          | 017.100          | 017    |

### #2

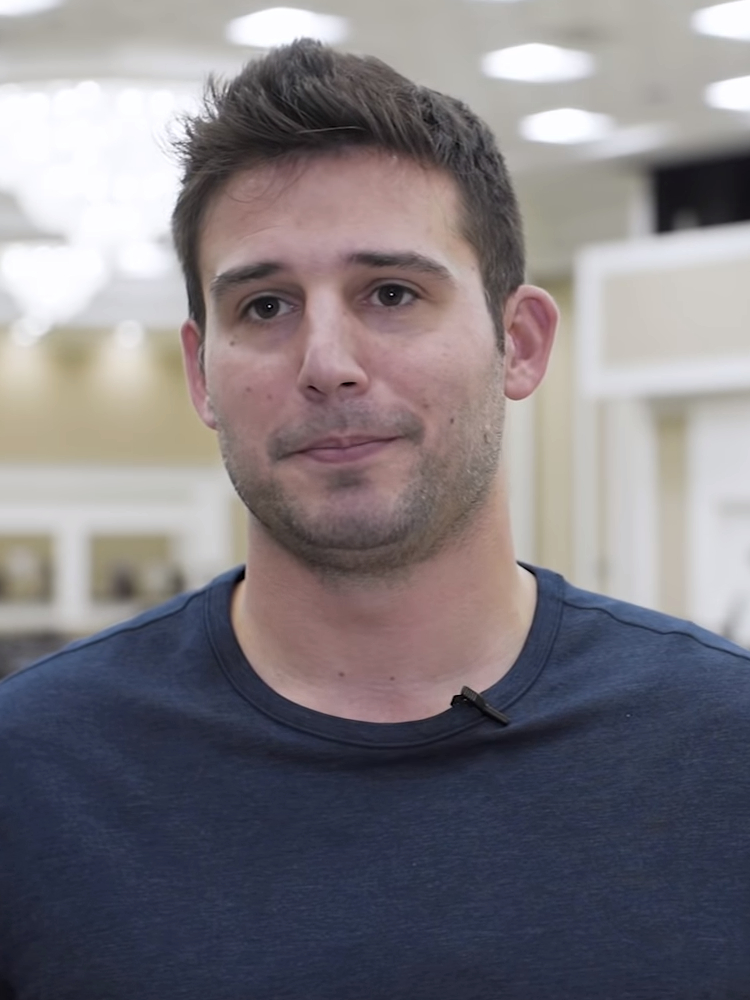
Darren Elias (2019)

Das zweite Event wurde am 15. und 16. September 2023 gespielt. 97 Teilnehmer zahlten den Buy-in von 10.000 US-Dollar.
| Platz | Herkunft            | Spieler            | Preisgeld (in $) | Punkte |
| ----- | ------------------- | ------------------ | ---------------- | ------ |
| 1     | Vereinigte Staaten  | Darren Elias       | 223.100          | 223    |
| 2     | Vereinigte Staaten  | Eric Baldwin       | 155.200          | 155    |
| 3     | Vereinigte Staaten  | Bin Weng           | 116.400          | 116    |
| 4     | Vereinigte Staaten  | Antonio De La Cruz | 097.000          | 097    |
| 5     | Vereinigte Staaten  | Erik Seidel        | 077.600          | 078    |
| 6     | Litauen             | Vladas Tamašauskas | 058.200          | 058    |
| 7     | Vereinigte Staaten  | Alex Foxen         | 048.500          | 049    |
| 8     | Vereinigte Staaten  | Michael Rocco      | 038.800          | 039    |
| 9     | Vereinigte Staaten  | Dan Shak           | 038.800          | 039    |
| 10    | Vereinigte Staaten  | Ryan Riess         | 029.100          | 029    |
| 11    | Osterreich          | Daniel Rezaei      | 029.100          | 029    |
| 12    | China Volksrepublik | Yang Lu            | 019.400          | 019    |
| 13    | Vereinigte Staaten  | Sam Soverel        | 019.400          | 019    |
| 14    | Vereinigte Staaten  | Justin Sternberg   | 019.400          | 019    |

### #3
Das dritte Event wurde am 16. und 18. September 2023 gespielt. 87 Teilnehmer zahlten den Buy-in von 10.000 US-Dollar.
| Platz | Herkunft           | Spieler              | Preisgeld (in $) | Punkte |
| ----- | ------------------ | -------------------- | ---------------- | ------ |
| 1     | Litauen            | Vladas Tamašauskas   | 208.800          | 209    |
| 2     | Vereinigte Staaten | Ren Lin              | 147.900          | 148    |
| 3     | Osterreich         | Daniel Rezaei        | 104.400          | 104    |
| 4     | Vereinigte Staaten | Alex Foxen           | 087.000          | 087    |
| 5     | Vereinigte Staaten | Michael Rocco        | 069.600          | 070    |
| 6     | Vereinigte Staaten | Chance Kornuth       | 052.200          | 052    |
| 7     | Vereinigte Staaten | Andrew Lichtenberger | 043.500          | 044    |
| 8     | Vereinigte Staaten | Dan Shak             | 034.800          | 035    |
| 9     | Vereinigte Staaten | Filipp Khavin        | 034.800          | 035    |
| 10    | Vereinigte Staaten | José Diaz            | 026.100          | 026    |
| 11    | Vereinigte Staaten | Ryan Riess           | 026.100          | 026    |
| 12    | Vereinigte Staaten | Brock Wilson         | 017.400          | 017    |
| 13    | Vereinigte Staaten | Jeremy Becker        | 017.400          | 017    |

### #4

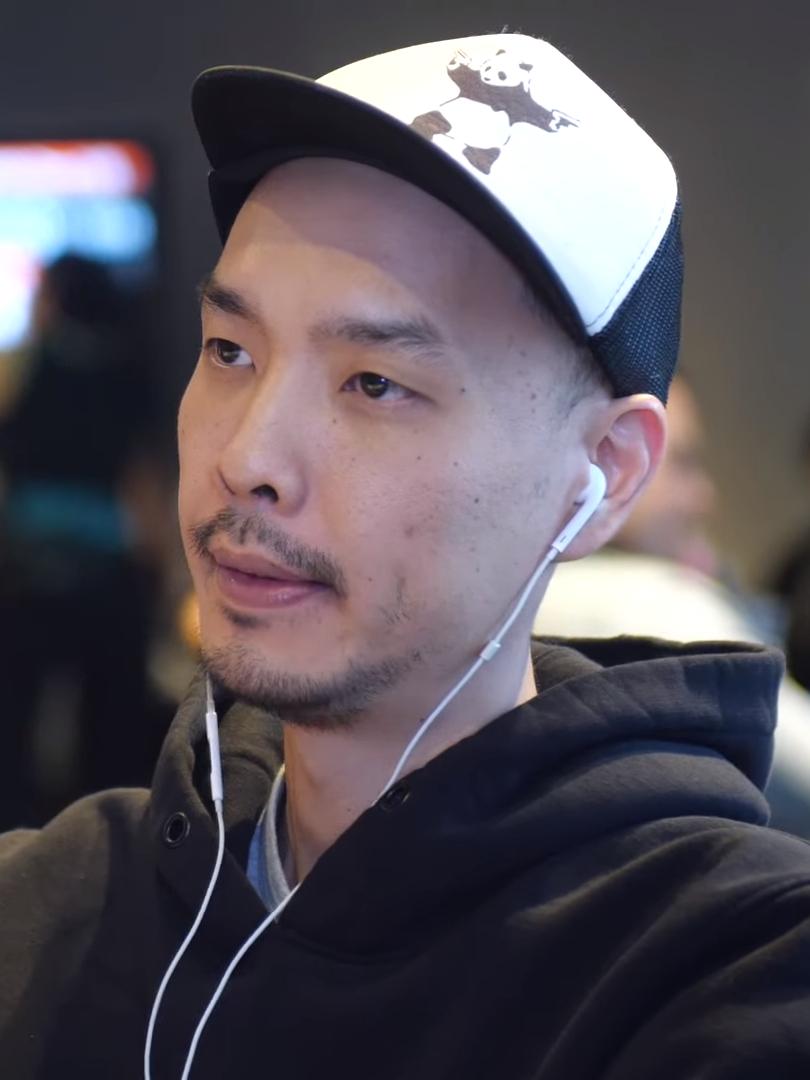
David Rheem (2019)

Das vierte Event wurde am 18. und 19. September 2023 gespielt. 91 Teilnehmer zahlten den Buy-in von 10.000 US-Dollar.
| Platz | Herkunft           | Spieler              | Preisgeld (in $) | Punkte |
| ----- | ------------------ | -------------------- | ---------------- | ------ |
| 1     | Vereinigte Staaten | David Rheem          | 218.400          | 218    |
| 2     | Vereinigte Staaten | Jonathan Little      | 154.700          | 155    |
| 3     | Vereinigte Staaten | Brock Wilson         | 109.200          | 109    |
| 4     | Vereinigte Staaten | Chris Brewer         | 091.000          | 091    |
| 5     | Vereinigte Staaten | Justin Saliba        | 072.800          | 073    |
| 6     | Kanada             | Daniel Negreanu      | 054.600          | 055    |
| 7     | Vereinigte Staaten | Jeremy Ausmus        | 045.500          | 046    |
| 8     | Vereinigte Staaten | Darren Elias         | 036.400          | 036    |
| 9     | Vereinigte Staaten | Jesse Lonis          | 036.400          | 036    |
| 10    | Vereinigte Staaten | Adam Grovenstein     | 027.300          | 027    |
| 11    | Kanada             | Kristen Foxen        | 027.300          | 027    |
| 12    | Vereinigte Staaten | Jeremy Becker        | 018.200          | 018    |
| 13    | Vereinigte Staaten | Andrew Lichtenberger | 018.200          | 018    |

### #5
Das fünfte Event wurde am 19. und 20. September 2023 gespielt. 85 Teilnehmer zahlten den Buy-in von 10.000 US-Dollar.
| Platz | Herkunft           | Spieler              | Preisgeld (in $) | Punkte |
| ----- | ------------------ | -------------------- | ---------------- | ------ |
| 1     | Vereinigte Staaten | Andrew Lichtenberger | 204.000          | 204    |
| 2     | Vereinigte Staaten | Brian Kim            | 144.500          | 145    |
| 3     | Vereinigte Staaten | Daniel Lazrus        | 102.000          | 102    |
| 4     | Deutschland        | Niko Koop            | 085.000          | 085    |
| 5     | Vereinigte Staaten | Brock Wilson         | 068.000          | 068    |
| 6     | Deutschland        | Koray Aldemir        | 051.000          | 051    |
| 7     | Vereinigte Staaten | Matt Bond            | 042.500          | 043    |
| 8     | Vereinigte Staaten | Shannon Shorr        | 034.000          | 034    |
| 9     | Argentinien        | Ariel Mantel         | 034.000          | 034    |
| 10    | Vereinigte Staaten | Ren Lin              | 025.500          | 026    |
| 11    | Vereinigte Staaten | Chance Kornuth       | 025.500          | 026    |
| 12    | Vereinigte Staaten | Alex Foxen           | 017.000          | 017    |
| 13    | Vereinigte Staaten | Jesse Lonis          | 017.000          | 017    |

### #6
Das sechste Event wurde am 20. und 21. September 2023 gespielt. 95 Teilnehmer zahlten den Buy-in von 10.000 US-Dollar.
| Platz | Herkunft               | Spieler           | Preisgeld (in $) | Punkte |
| ----- | ---------------------- | ----------------- | ---------------- | ------ |
| 1     | Turkei                 | Örpen Kısacıkoğlu | 218.500          | 219    |
| 2     | Vereinigtes Konigreich | Jack Hardcastle   | 152.000          | 152    |
| 3     | Vereinigte Staaten     | Justin Bonomo     | 114.000          | 114    |
| 4     | Vereinigte Staaten     | David Rheem       | 095.000          | 095    |
| 5     | Vereinigte Staaten     | Samuel Laskowitz  | 076.000          | 076    |
| 6     | Vereinigtes Konigreich | Stephen Chidwick  | 057.000          | 057    |
| 7     | Vereinigte Staaten     | Ryan Riess        | 047.500          | 048    |
| 8     | Vereinigte Staaten     | Justin Zaki       | 038.000          | 038    |
| 9     | Vereinigte Staaten     | Dylan Linde       | 038.000          | 038    |
| 10    | Vereinigte Staaten     | Adam Weinraub     | 028.500          | 029    |
| 11    | Vereinigte Staaten     | Chris Brewer      | 028.500          | 029    |
| 12    | Kanada                 | Daniel Negreanu   | 019.000          | 019    |
| 13    | Vereinigte Staaten     | David Coleman     | 019.000          | 019    |
| 14    | Argentinien            | Ariel Mantel      | 019.000          | 019    |

### #7

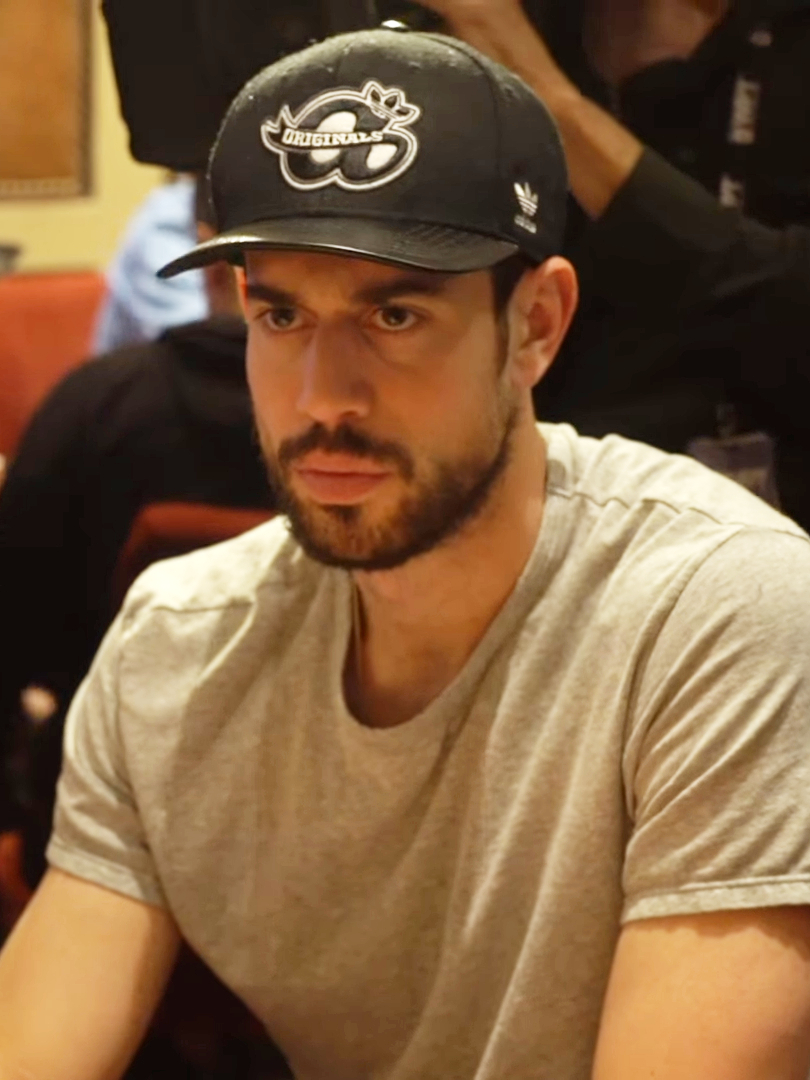
Nick Schulman (2018)

Das siebte Event wurde am 21. und 22. September 2023 gespielt. 44 Teilnehmer zahlten den Buy-in von 25.000 US-Dollar.
| Platz | Herkunft           | Spieler            | Preisgeld (in $) | Punkte |
| ----- | ------------------ | ------------------ | ---------------- | ------ |
| 1     | Vereinigte Staaten | Nick Schulman      | 374.000          | 224    |
| 2     | Vereinigte Staaten | Nick Petrangelo    | 242.000          | 145    |
| 3     | Vereinigte Staaten | Brian Rast         | 165.000          | 099    |
| 4     | Vereinigte Staaten | Chris Brewer       | 121.000          | 073    |
| 5     | Vereinigte Staaten | Victoria Livschitz | 088.000          | 053    |
| 6     | Vereinigte Staaten | Justin Saliba      | 066.000          | 040    |
| 7     | Vereinigte Staaten | Ren Lin            | 044.000          | 026    |

### #8
Das achte Event wurde am 22. und 23. September 2023 gespielt. 50 Teilnehmer zahlten den Buy-in von 25.000 US-Dollar.
| Platz | Herkunft               | Spieler          | Preisgeld (in $) | Punkte |
| ----- | ---------------------- | ---------------- | ---------------- | ------ |
| 1     | Vereinigtes Konigreich | Stephen Chidwick | 400.000          | 240    |
| 2     | Vereinigte Staaten     | Sam Soverel      | 262.500          | 158    |
| 3     | Vereinigte Staaten     | Alex Foxen       | 175.000          | 105    |
| 4     | Vereinigte Staaten     | Chris Brewer     | 125.000          | 075    |
| 5     | Vereinigte Staaten     | Darren Elias     | 100.000          | 060    |
| 6     | Vereinigte Staaten     | David Rheem      | 075.000          | 045    |
| 7     | Vereinigte Staaten     | Isaac Haxton     | 062.500          | 038    |
| 8     | Vereinigte Staaten     | Jason Koon       | 050.000          | 030    |

### #9

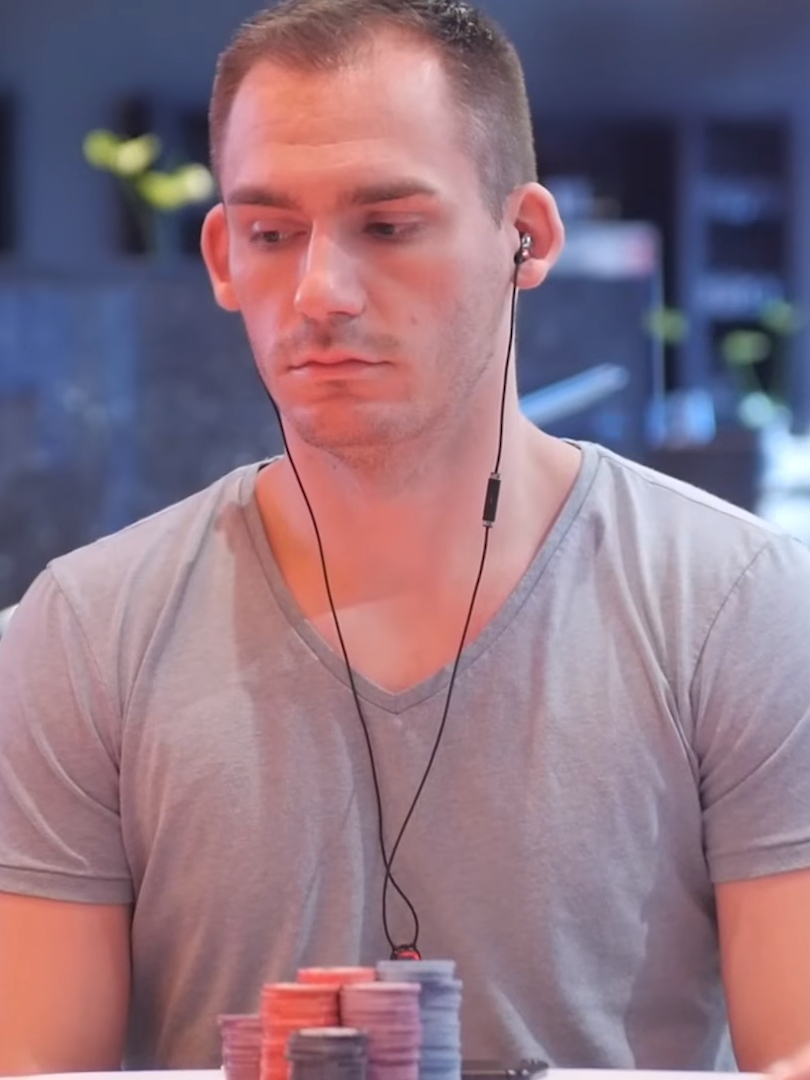
Justin Bonomo (2018)

Das neunte Event wurde am 23. und 25. September 2023 gespielt. 37 Teilnehmer zahlten den Buy-in von 25.000 US-Dollar.
| Platz | Herkunft               | Spieler              | Preisgeld (in $) | Punkte |
| ----- | ---------------------- | -------------------- | ---------------- | ------ |
| 1     | Vereinigte Staaten     | Justin Bonomo        | 333.000          | 200    |
| 2     | Osterreich             | Daniel Rezaei        | 222.000          | 133    |
| 3     | Vereinigtes Konigreich | Stephen Chidwick     | 148.000          | 089    |
| 4     | Vereinigte Staaten     | Andrew Lichtenberger | 101.750          | 061    |
| 5     | Turkei                 | Örpen Kısacıkoğlu    | 074.000          | 044    |
| 6     | Vereinigte Staaten     | David Rheem          | 046.250          | 028    |

### #10

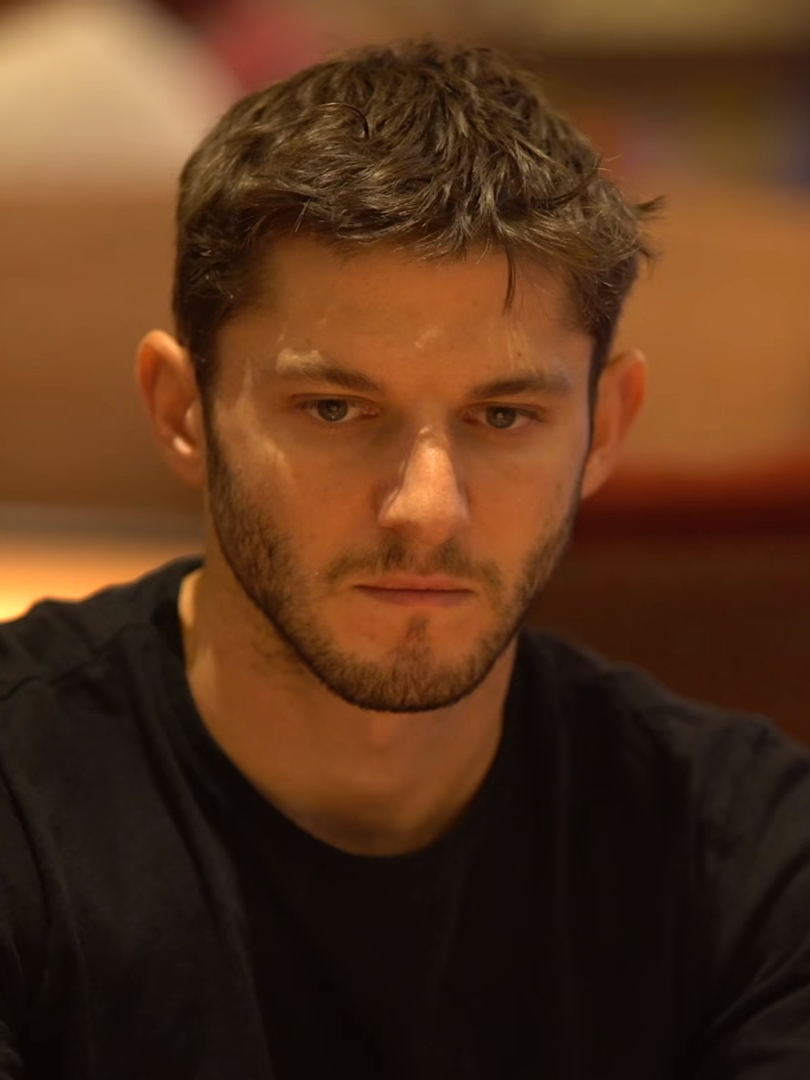
Jonathan Jaffe (2018)

Das Main Event wurde am 25. und 26. September 2023 gespielt. 42 Teilnehmer zahlten den Buy-in von 50.000 US-Dollar.
| Platz | Herkunft               | Spieler          | Preisgeld (in $) | Punkte |
| ----- | ---------------------- | ---------------- | ---------------- | ------ |
| 1     | Vereinigte Staaten     | Jonathan Jaffe   | 756.000          | 454    |
| 2     | Vereinigtes Konigreich | Stephen Chidwick | 504.000          | 302    |
| 3     | Vereinigte Staaten     | Alex Foxen       | 336.000          | 202    |
| 4     | Vereinigte Staaten     | Brian Kim        | 231.000          | 139    |
| 5     | Vereinigte Staaten     | David Rheem      | 168.000          | 101    |
| 6     | Vereinigte Staaten     | Nick Petrangelo  | 105.000          | 063    |

## Purple Jacket

### Punktesystem
Jeder Spieler, der bei einem der zehn Turniere in den Preisrängen landete, sammelte zusätzlich zum Preisgeld Punkte. Das Punktesystem orientiert sich während der gesamten PokerGO Tour am Buy-in und dem gewonnenen Preisgeld. Es wird zu ganzen Punkten gerundet.

### Endstand

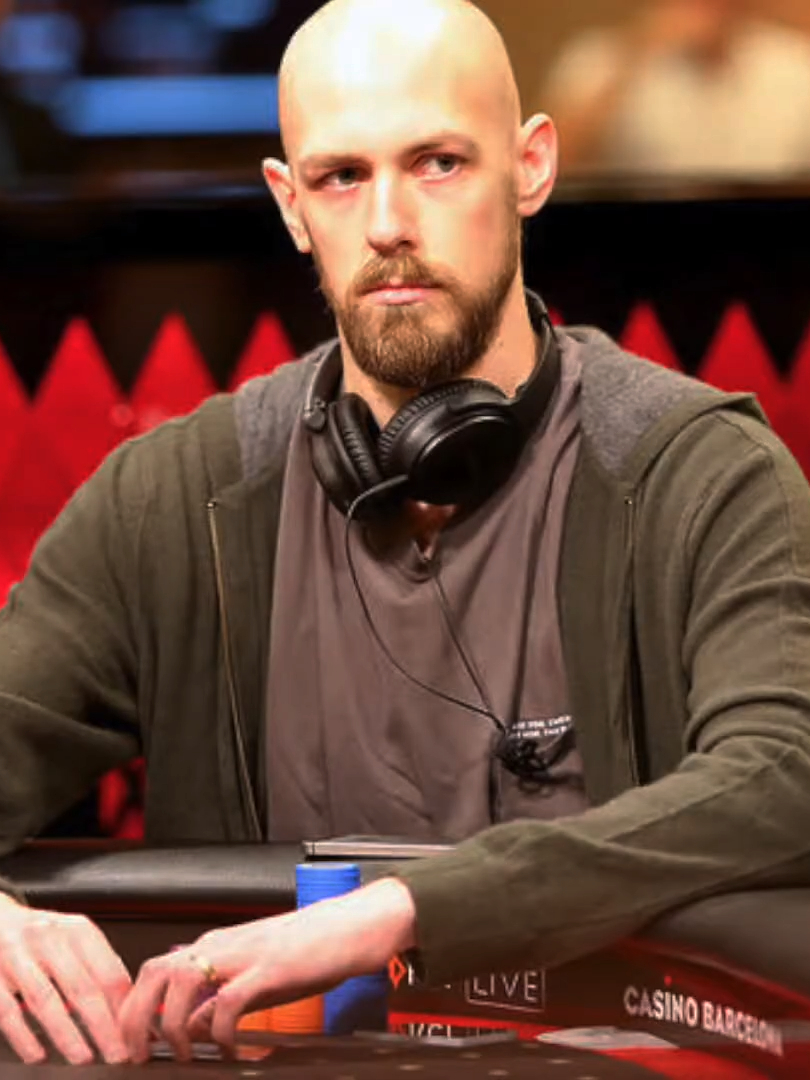
Stephen Chidwick (2018)

Bei Punktgleichheit war das gewonnene Preisgeld maßgeblich. Stephen Chidwick gewann das achte Turnier und erzielte insgesamt vier Geldplatzierungen, was ihm die meisten Turnierpunkte und als einzigem Spieler Preisgelder von über einer Million US-Dollar einbrachte.
| Platz | Herkunft               | Spieler              | Punkte | Preisgeld (in $) | Cashes | Siege |
| ----- | ---------------------- | -------------------- | ------ | ---------------- | ------ | ----- |
| 1     | Vereinigtes Konigreich | Stephen Chidwick     | 688    | 1.109.000        | 4      | 1     |
| 2     | Litauen                | Vladas Tamašauskas   | 506    | 0.506.400        | 3      | 2     |
| 3     | Vereinigte Staaten     | David Rheem          | 487    | 0.602.650        | 5      | 1     |
| 4     | Vereinigte Staaten     | Alex Foxen           | 460    | 0.663.500        | 5      | 0     |
| 5     | Vereinigte Staaten     | Jonathan Jaffe       | 454    | 0.756.000        | 1      | 1     |
| 6     | Vereinigte Staaten     | Andrew Lichtenberger | 327    | 0.367.450        | 4      | 1     |
| 7     | Vereinigte Staaten     | Ren Lin              | 325    | 0.342.800        | 4      | 0     |
| 8     | Vereinigte Staaten     | Darren Elias         | 319    | 0.359.500        | 3      | 1     |
| 9     | Vereinigte Staaten     | Justin Bonomo        | 314    | 0.447.000        | 2      | 1     |
| 10    | Vereinigte Staaten     | Brian Kim            | 284    | 0.375.500        | 2      | 0     |